# Taissia Txentxik
Taissia Txentxik   (Priluki, 30 de gener de 1936 - Txeliàbinsk, 19 de novembre de 2013) fou una atleta ucraïnesa, especialista en salt d'alçada, que va competir sota bandera de la Unió Soviètica durant les dècades de 1950 i 1960.
Nascuda a Ucraïna el 1936, el 1941, quan els alemanys envaïren Ucraïna durant la Segona Guerra Mundial, la seva família fou evacuada a Txeliàbinsk. S'inicià en l'atletisme mentre estudiava a l'Institut Politècnic de Txeliàbinsk. El 1959 es graduà en enginyeria elèctrica i després va treballar com a professora al mateix institut (1959-1962) i a l'Institut d'Enginyeria Elèctrica de Moscou (1963-1991). Un cop jubilada va presidir la Federació d'Atletisme de Veterans de Moscou i fou membre de la junta de la Federació d'Atletisme de Moscou.
El 1960 va prendre part en els Jocs Olímpics d'Estiu de Roma, on fou cinquena en la prova del salt d'alçada del programa d'atletisme. Quatre anys més tard, als Jocs de Tòquio, guanyà la medalla de bronze en l'mateixa prova, rere la romanesa Iolanda Balas i l'australiana Michele Brown.
En el seu palmarès també destaquen dues medalles al Campionat d'Europa d'atletisme, de plata el 1958 i d'or el 1966. També destaca una medalla d'or al Campionat d'Europa d'atletisme en pista coberta de 1967 i una altra d'or a la universíada de 1963. A nivell nacional guanyà els títols soviètics de 1957, 1958, 1959 i 1962. Va millorar el rècord soviètic en cinc ocasions.

## Millors marques
- Salt d'alçada. 1,78 metres (1959)[4][8]